# Tableau
Tableau Software (/tæbˈloʊ/ ) é uma empresa americana, líder no desenvolvimento de softwares para visualização de dados. Fundada em Janeiro de 2003 por Christian Chabot, Pat Hanrahan e Chris Stolte, em Mountain View (Califórnia), a empresa atualmente tem sua sede na cidade de Seattle, Washington, nos Estados Unidos  focada em Business Intelligence.
Em Agosto de 2019, a Tableau foi adquirida pela empresa Salesforce.com.
Chabot, Hanrahan e Stolte eram pesquisadores do departamento de ciência da computação na Universidade Stanford   se especializando em técnicas de visualização para explorar e analisar bancos de dados. A empresa começou como uma forma de aplicar os resultados da pesquisa feita em Stanford.
As soluções da Tableau interagem com bancos de dados relacionais, OLAP's, computação em nuvem e planilhas para gerar gráficos e outras formas de visualização.

## Produtos e Soluções

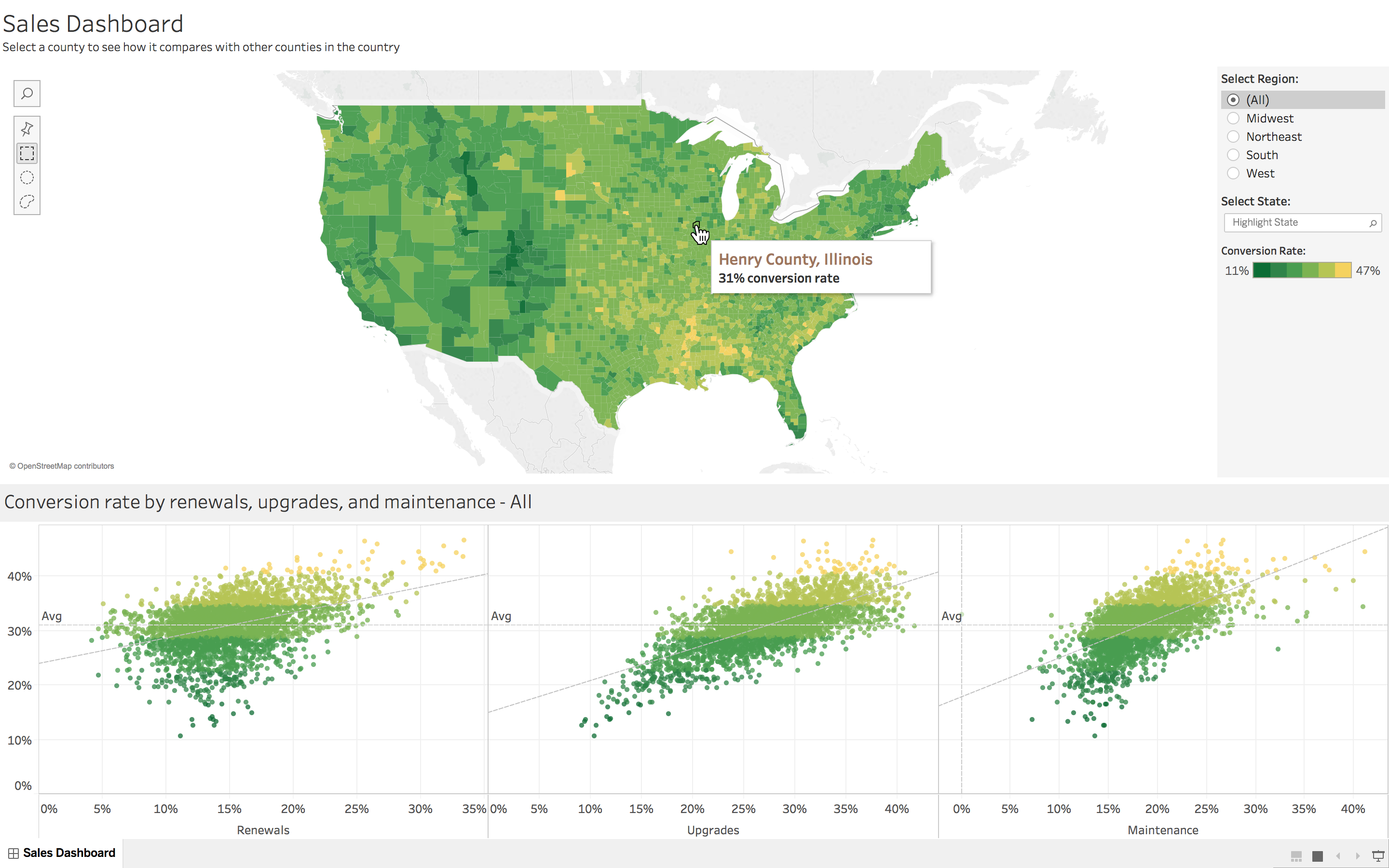
Visualização de dados feita com Tableau

As soluções Tableau incluem::
- Tableau Desktop
- Tableau Server
- Tableau Online
- Tableau Prep Builder[10] (Lançado em 2018)
- Tableau Public (de uso livre)
- Tableau Reader (de uso livre)

## Funcionalidades
Tableau tem uma funcionalidade de mapeamento, sendo capaz de mostrar coordenadas e conectar com arquivos geográficos como Shapefile, KML, e GeoJSON para formar mapas com cartografia personalizada. A funcionalidade geográfica embutida permite que áreas administrativas(países, estados/províncias, Munícipios/Distritos), códigos postais, Códigos de Área, Aeroportos e Regiões sejam mapeados rapidamente. Também é possível agrupar territórios ou utilizar geocodificação personalizada para estender a funcionalidade geográfica do produto.

Universidade Stanford

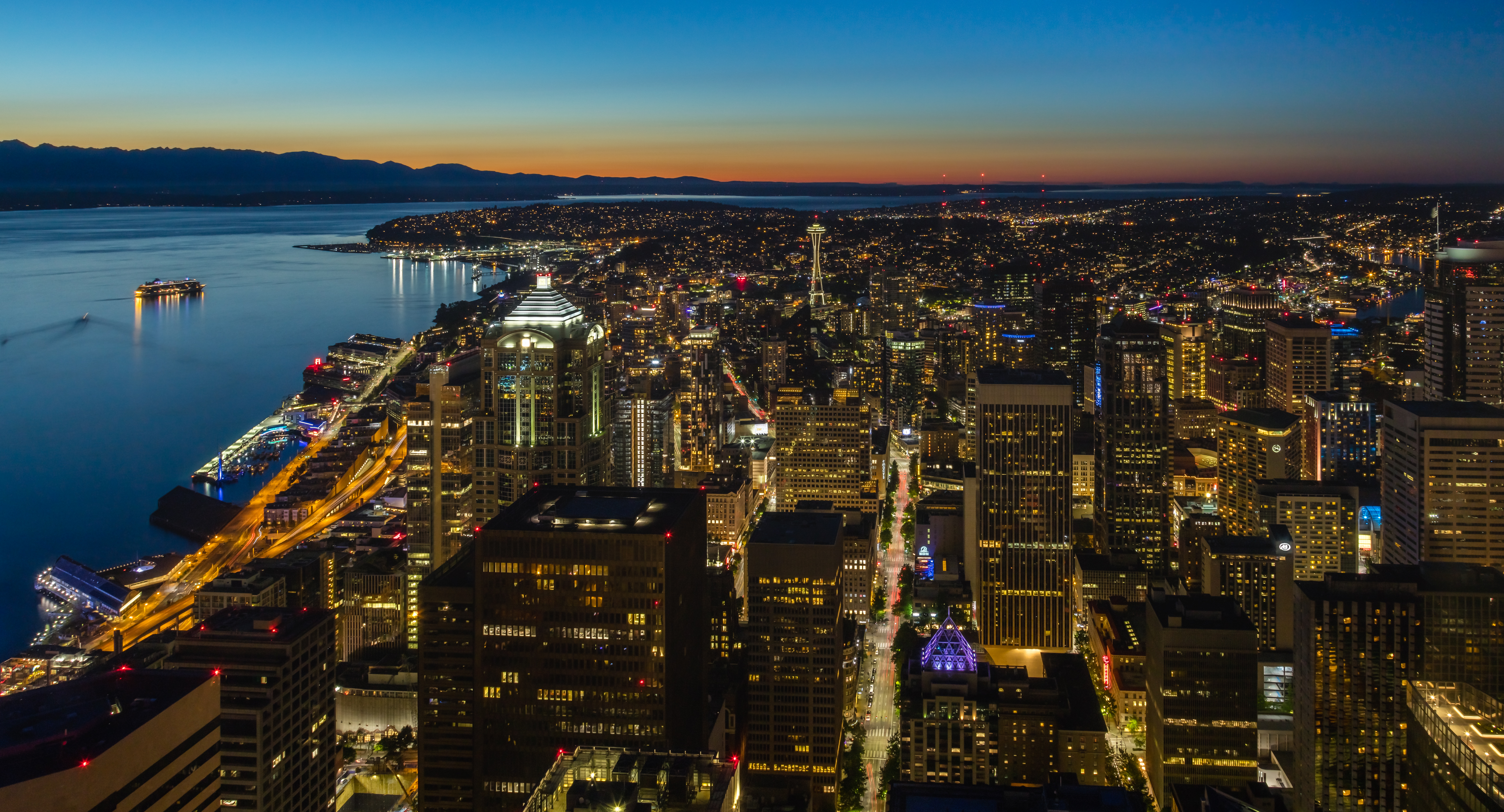
Seattle, WA, aonde se encontra a sede da Tableau Software

## História
A Tableau foi idealizada quando Chris Stolte, um renomado especialista em banco de dados, e Pat Hanrahan(especialista em visualização digital e co-fundador da Pixar) perceberam o potencial da computação gráfica  para melhorar a habilidade das pessoas de compreender seus dados.
A empresa foi fundada em Janeiro de 2003 e estabeleceu sua sede no bairro de Fremont, em Seattle, WA, no ano seguinte.
Desde então, a empresa expandiu a sede e anunciou planos em 2016 para a construção de um campus auxiliar em Kirkland, Washington. Um novo prédio da sede foi inaugurado no bairro de Wallingford em março de 2017, seguido por mais um prédio em Freemont.
Em Agosto de 2016, Tableau anunciou Adam Selipsky como Presidente e CEO, efetivado em Setembro de 2016, substituindo o co-fundador Christian Chabot no cargo.
Em Junho de 2018, Tableau adquiriu a Empirical Systems, uma startup de inteligência artificial, com planos de integrar a tecnologia com sua plataforma.
Em 2019, Tableau foi adquirida pela Salesforce por 15 bilhões de dólares.

## Premiações
Em 2008, a Tableau ganhou o prêmio de "Best Business Intelligence Solution" pela SIIA (Software and Information Industry Association). A empresa foi também reconhecida como líder de mercado pelo Gartner Group por sete anos consecutivos entre 2012 e 2019 além de inúmeras outras premiações em Business Intelligence e análise de dados.

## References
1. ↑  «Company Overview of Tableau Software, Inc.». Bloomberg. 13 de maio de 2019
2. ↑  A Dead-Simple Tool That Lets Anyone Create Interactive Maps
3. ↑  Tableau Software Helping Data Become More Visual
4. ↑  «Tableau Business Intelligence». Tableau Software. Consultado em 11 de abril de 2013
5. ↑  «Salesforce Completes Acquisition of Tableau». tableau.com (em inglês). Consultado em 6 de agosto de 2019
6. ↑  «How To Get a 20 Million Dollar Pre-Money Valuation for Series A: Tableau Software CEO Christian Chabot (Part 3)». One MIllion by One Million by Sramana Mitra. Consultado em 23 de abril de 2014
7. ↑  «Christopher R. Stolte: Ph.D. Candidate @ Stanford». Graphics.stanford.edu. Consultado em 16 de novembro de 2011
8. ↑  «Difference between products». Consultado em 3 de dezembro de 2018
9. ↑  «Tableau Desktop Pricing»
10. ↑  «Project Maestro». Tableau Software (em inglês). Consultado em 12 de dezembro de 2017
11. ↑  Maps
12. ↑  Tips for avoiding nulls & errors using Tableau
13. ↑  «Create Tableau Maps from Spatial Files». onlinehelp.tableau.com (em inglês). Consultado em 12 de dezembro de 2017
14. ↑  Plotting Geographic Data Using Custom Longitude and Latitude Values
15. ↑  «Create Territories on a Map». onlinehelp.tableau.com (em inglês). Consultado em 12 de dezembro de 2017
16. ↑  Custom Geocode Your Data
17. ↑  title=Mission-Tableau Software|url=https://www.tableau.com/about/mission
18. ↑  Levy, Ari (16 de maio de 2013). «Seattle's Tableau raises $254M in year's biggest tech IPO». The Seattle Times. Consultado em 22 de abril de 2019
19. ↑  «Tableau Raises $10M in Second Venture Round, Wants To Be the "Adobe of Data"». Xconomy
20. ↑  Lerman, Rachel (13 de janeiro de 2016). «Tableau confirms big Kirkland expansion, plans to hire 1,000». The Seattle Times. Consultado em 22 de abril de 2019
21. ↑  Coombs, Casey (23 de março de 2018). «Tableau Software opens 110,000-square-foot Fremont building». Puget Sound Business Journal. Consultado em 22 de abril de 2019
22. ↑  Lerman, Rachel (22 de agosto de 2016). «Seattle Times». Consultado em 23 de agosto de 2016
23. ↑  «Tableau gets AI shot in the arm with Empirical Systems acquisition – TechCrunch». techcrunch.com (em inglês). Consultado em 13 de junho de 2018
24. ↑  «Tableau acquires MIT AI spinoff Empirical Systems, opens new R&D center in Boston area». GeekWire (em inglês). 13 de junho de 2018. Consultado em 13 de junho de 2018
25. ↑  «Salesforce Signs Definitive Agreement to Acquire Tableau». investor.salesforce.com (em inglês). Consultado em 10 de junho de 2019
26. ↑  "2008 Codie award Winners" Arquivado em 2010-02-11 no Wayback Machine. SIIA.net.
27. ↑  «7 years a Leader: 2019 Gartner Magic Quadrant is here!». Tableau Software (em inglês). Consultado em 7 de março de 2019
28. ↑  title=Awards and Recognition - Tableau Software|url=https://www.tableau.com/about/awards-and-recognition